# Siphona sonorensis
Siphona sonorensis är en tvåvingeart som beskrevs av O'hara 1984. Siphona sonorensis ingår i släktet Siphona och familjen parasitflugor.
Artens utbredningsområde är Arizona. Inga underarter finns listade i Catalogue of Life.